# Linha Azul
Linha Azul – jedna z czterech linii metra w Lizbonie. Ma około 13 km długości i 17 stacji.

## Historia
Linia została zainaugurowana w 1959 roku na odcinku pomiędzy Sete Rios (obecnie Jardim Zoológico) a Restauradores. W latach 1963 i 1972 linia została przedłużona z Restauradores do Alvalade, a na trasie wybudowano m.in. stacje Rossio (stacja metra), Alameda i Areeiro. W 1988 została wydłużona z Sete Rios do Colégio Militar/Luz i w 1993 roku od Alvalade do Campo Grande. W 1995 zakończono budowę węzła przesiadkowego z linią Amarela na stacji Marquês de Pombal.
W roku 1997 linia osiągnęła Pontinha, a rok później został ukończony węzeł Baixa-Chiado, a odcinek Restauradores – Rossio został włączony do linii Verde. W 2004 linia stała się pierwszą linią lizbońskiego metra, która przekroczyła granice miasta, docierając do stacji Amadora Este. W 2007 została zakończona wydłużenie linii do dworca kolejowego Santa Apolónia (stacja metra o tej samej nazwie).
13 kwietnia 2016 otwarto przedłużenie linii do stacji Reboleira.